# Buena Vista International
Disney anunció planes para retirar la marca de Buena Vista y en 2007 fue disuelta por completo, pero en octubre del 2017 Disney Buena Vista International sello Buena Vista International para distribuir la película Glass y siguió utilizando en algunos países del mundo (incluyendo a México).

## Historia
La marca Buena Vista International nace de Walt Disney, y fue utilizada originalmente para la compañía de distribución por esta en 1953 tras el estreno de Peter Pan, con el objetivo de distribuir sus películas y series de televisión. Esto puso fin al acuerdo que tenían con RKO Pictures. Se llamó así porque Disney World, el parque temático de las películas de la compañía, se localiza en la ciudad de Lake Buena Vista, en Florida.
En mayo de 1987, Disney firmó un contrato de distribución con Warner Bros. para estrenar todas las películas de la compañía y Touchstone (disuelta en 2016) en mercados extranjeros. Sin embargo, en 1992, Disney decidió terminar con ese contrato y, durante 1993 hasta 2007, reavivó la marca Buena Vista International con la intención de distribuir a través de ella sus películas en el extranjero.
Se fundó como compañía de distribución en 1990 y tiene su sede en Burkbank, California. La presidenta de la compañía actualmente es Janice Marinelli. A pesar de que la compañía llevaba inactiva desde hace varios años, en octubre de 2017 Disney anunció que iba a resucitar la marca para producir Glass, la última película de M. Night Shyamalan.

### Directores
Buena Vista International ha trabajado con muchos directores a lo largo de su trayectoria, pero el más destacable es M. Night Shyamalan. La compañía ha trabajado con el director indio en varias de sus películas, ya sea como productora o como distribuidora en varios países. Entre las películas que ha distribuido del director, encontramos El protegido, El bosque, Señales' o El sexto sentido, además de la producción de Glass.
Otros directores con los que ha trabajado han sido Garry Marshall (Pretty Woman, Princesa por sorpresa, Princesa por sorpresa 2, Aprendiendo a vivir, Novia a la fuga o Mamá a la fuerza) o Hayao Miyazaki (El castillo ambulante, La princesa Mononoke).

### España
La distribuidora también se encuentra establecida en España, bajo el nombre de Buena Vista International Spain. Entre las películas que ha distribuido en España encontramos, por ejemplo, algunas de las películas de M. Night Shyamalan (como El bosque o El protegido), películas de animación (como Hércules, El emperador y sus locuras o Pesadilla antes de Navidad) o comedias (como 10 razones para odiarte, Tú a Londres y yo a California o El bar Coyote).
Además, Buena Vista International Spain también ha distribuido algunas de las películas más características de los 90 y los 2000, como, por ejemplo, Kill Bill: Volumen 1, Cara a cara, o Pearl Harbor.

### Series
Buena Vista International no solo ha distribuido películas, sino también series. Durante finales de los ochenta y principios de los noventa, Buena Vista distribuyó sus primeras series, que fueron Nido vacío (1988-1995) y Blossom (1990-1995), además de algunos capítulos de la serie de televisión Dinosaurios. Además, a finales de los noventa, la distribuidora se puso a cargo de la serie Felicity (1998-2002).
Con la llegada del siglo XXI, Buena Vista distribuyó algunos capítulos de series muy reconocidas, como "Alias", "Mentes criminales", "Entre fantasmas", o "Anatomía de Grey", además de "Reaper", que la distribuyó entre los años 2007 y 2009. Todas ellas, normalmente producciones de la cadena ABC o de alguna de las subsidiarias de Disney, como Touchstone.

### Cambio de nombre en América Latina
Después del estreno en cines de Hoy se arregla el mundo, El 11 de febrero de 2022, Disney Latinoamérica anunció que la marca Buena Vista se retiró de la región latinoamericana y reemplazado por la marca Star (excluyendo a Brasil que la marca Buena Vista seguía manteniéndose hasta el 3 de noviembre de 2022) después de esto Buena Vista International Latinoamérica pasó llamarse Star Distribution.
El 3 de noviembre de 2022, la sucursal brasileña de Buena Vista International paso llamarse Star Distribution.

## Películas
La compañía distribuye todas las películas de Walt Disney y sus subsidiarias (Walt Disney Pictures, Touchstone Pictures, Hollywood Pictures, DisneyToon Studios, ABC Studios, Patagonik Film Group (Argentina), Miramax Films, Pixar Animation Studios) y también compañías independientes relacionados con esta como Spyglass Entertainment.
La productora tuvo su momento de gloria durante los años 90, que produjo varias de las películas más populares de la época. Una de las primeras películas más exitosas que distribuyó fue "La Sirenita", que fue la película que abrió la veda para la edad de Oro de Disney, que consiguió dos premios Oscar a mejor canción original y mejor banda sonora.
En 1994, Buena Vista International distribuyó en varios países dos de las películas más populares de ese año: El cuervo, película que consiguió mucho culto tras su estreno a raíz del fallecimiento de su actor protagonista, Brandon Lee; y El profesional (Léon), que se encuentra en el número 29 de las mejores películas de todos los tiempos de IMDb.
Buena Vista International distribuyó, entre 1995 y 1999, películas como Juez Dredd, Jack, La princesa Mononoke, Su majestad Mrs. Brown, Air Force One, Good Will Hunting (que logró dos premios de la Academia), Seis días y siete noches, Bichos: una aventura en miniatura, Instinto, Inspector Gadget o Huracán Carter.
Con la llegada del nuevo milenio, la distribuidora siguió trabajando con películas cómicas, como Princesa por sorpresa 2, "Scary Movie 3", "Spy Kids 2: La isla de los sueños perdidos" o Starsky & Hutch, aunque no solo se centró en este género, ya que también distribuyó cintas como Halloween: Resurrection, Cosas de familia o El castillo ambulante. Además, también ha llevado cintas de DisneyToon Studios, como La película de Tigger o La película de Heffalump.
La marca produjo la última película de M. Night Shyamalan, Glass, la tercera parte de la trilogía de "El protegido", que cosechó críticas mixtas entre los medios de comunicación.

## Logotipo
Su primer logotipo es una pantalla color turquesa parecida al logo de Buena Vista Pictures Distribution y la palabra «International, Inc.» remplaza la palabra «Pictures Distribution» que se utilizó desde 1961 hasta 1983.
Su segundo logotipo es una Silueta del castillo de La Bella Durmiente en Disneylandia al igual. que Walt Disney Pictures, Walt Disney Television, Disney Music Group , Walt Disney Studios Motion Pictures y Disney Television Animation que se utilizó desde 1983 hasta ser disuelta en el año 2007.
Su tercer logotipo es una raya aparece haciendo y la palabra «Buena Vista» aparece arriba de la raya y también la palabra «International» aparece de abajo de la raya que se utilizó desde 1993 hasta ser disuelta en el año 2007, pero cuando Disney lanzó la película Glass en medios domésticos el logotipo aparece como un sello de Buena Vista Home Entertainment.
Su cuarto logotipo aparece una luz de donde estaba la raya y también aparece haciendo y la palabra «Buena Vista» aparece arriba de la raya y también la palabra «International» aparece de abajo de la raya al igual que el logo anterior del 1993-2007 que se utilizó desde 2017.